# Boarmia pissinopa
Boarmia pissinopa là một loài bướm đêm trong họ Geometridae.